# 全军基本建设项目和房地产资源普查工作领导小组
全军基本建设项目和房地产资源普查工作领导小组，是隶属中央军委的临时机构，是全军基本建设项目和房地产资源普查（简称“两项普查”）工作的领导机构。

## 简介
2013年6月20日，全军基本建设项目和房地产资源普查工作领导小组第一次会议在北京召开，组长由总后勤部部长赵克石担任。该领导小组办公室负责人表示，两项普查的重点是“严格按照政策规定，控制土地转让、房地产出租，从严控制楼堂馆所建设，清理不合理住房，不断完善军队人员安置住房保障制度政策。”
2014年7月25日，全军基本建设项目和房地产资源普查工作领导小组第二次会议在北京召开，组长赵克石称，全军两项普查分为单位自查、军级单位复查、大单位核查、总部抽查验收四个阶段，经过一年多来的工作，已完成前三个阶段，准备在2014年底之前完成总部抽查验收。总政治部副主任杜金才、总装备部副部长王力出席了此次会议。会议还审议了《全军两项普查总部抽查验收方案》、《关于全军两项普查中发现的突出问题整改意见》这两个文件。